# Alfred Dreyfus
Alfred Dreyfus (ejtsd: alfred drefüsz, IPA: [al.fʁɛd dʁɛ.fys]) (Mulhouse, 1859. október 9. – Párizs, 1935. július 12.) francia katonatiszt, akit a róla elnevezett büntetőügy tett híressé.

## Élete
Dreyfus egy elzászi zsidó textilgyáros család hét gyermeke közül volt a legfiatalabb. Amikor 1871-ben Elzászt és Lotaringiát Németországhoz csatolták, a család Franciaországban maradt, és megtartotta francia állampolgárságát.
Alfred Dreyfus 1880-ban végzett az École polytechnique-ben, majd 1880–1882 között a fontainebleau-i akadémiára járt, hogy tüzértiszti képesítést szerezzen. 1885-ben, az iskola elvégzése után hadnaggyá léptették elő, és a 32-es lovassághoz helyezték. 1889-ben a bourges-i pirotechnikai iskola igazgatóhelyettese lett századosi rangban. 1891-ben megnősült. 1893-ban próbaszolgálatra a vezérkarhoz osztották be.
1894. október 15-én hazaárulás vádjával letartóztatták. 1895. január 5-én megalázó módon megfosztották katonai rangjától, majd január 15-én az Ördög-szigeten (Cayenne, Francia Guyana) letöltendő életfogytiglani börtönre ítélték. 1899-ben perét a rennes-i katonai bíróság újratárgyalta, de nem mentette fel, hanem enyhítő körülményekre hivatkozva tíz év börtönre mérsékelte büntetését. 1899. szeptember 19-én kegyelmet kapott Émile Loubet köztársasági elnöktől, és elhagyta a börtönt.
Dreyfus 1903-ban benyújtott újabb perújrafelvételi kérelme alapján a rennes-i bíróság ítéletét a francia Legfelsőbb Bíróság 1906. július 12-én véglegesen semmisnek nyilvánította. Dreyfus visszakapta a rangját, őrnaggyá léptették elő, és a Becsületrend lovagjává avatták. A börtönben töltött idő azonban aláásta az egészségét, így 1907-ben nyugdíjazták. Az első világháború alatt ismét mozgósították, front mögötti szolgálatot teljesített.
Az antiszemita, illetve neonáci csoportok azonban a mai napig megkérdőjelezik ártatlanságát, és további bizonyítékokat próbálnak találni vagy koholni, amelyek Dreyfus bűnösségét támasztanák alá.

## A Dreyfus-ügy

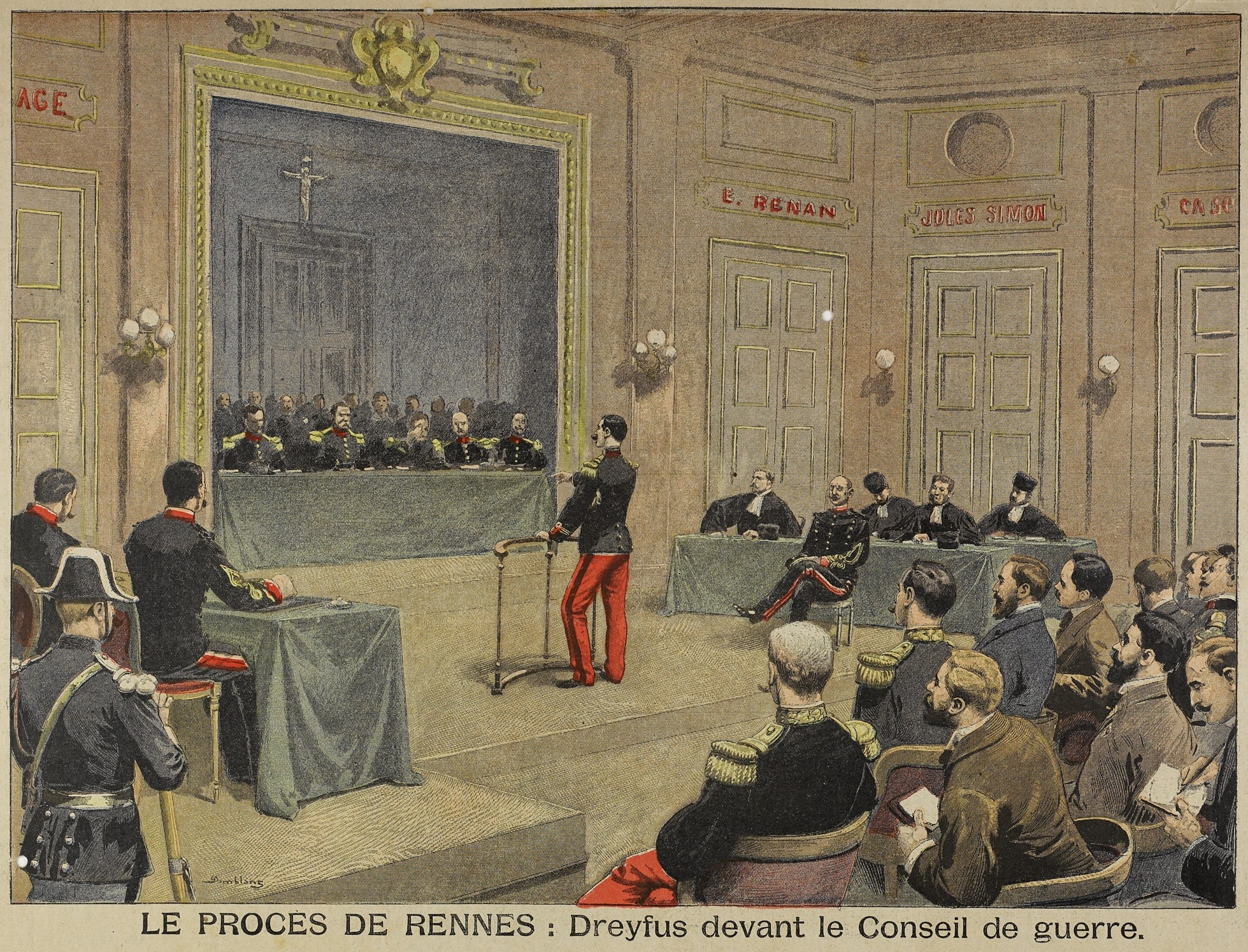
Dreyfus a rennes-i katonai bíróság előtt, 1899-ben

A tömeghisztériát és antiszemita pogromhangulatot kiváltó per a 19. század legnagyobb politikai válságát okozta Franciaországban, egy évtizedre két táborra osztva társadalmát. 
Maga a vád onnan eredt, hogy megtalálták azt, a párizsi német követség katonai attaséjának, Max von Schwarzkoppen ezredesnek átadott, kézzel írott listát, a „bordereau”-t, amely titkos katonai adatokat, többek közt a 120 mm-es ágyú hidraulikus fékjével kapcsolatos feljegyzéseket tartalmazott. A listát Dreyfusnak tulajdonítva ítélték el a századost, bár ő nem ismerte be bűnösségét.
1896-ban a francia titkosszolgálat élére került Georges Picquart ezredes, majd 1897-ben Dreyfus bátyja, Mathieu is bizonyítékokat talált arra, hogy a bordereau nem Dreyfus, hanem Ferdinand Walsin-Esterhazy őrnagy kézírásával készült. Picquart ezredest azonban elhallgattatták, s bár Mathieu elérte, hogy Esterhazyt 1898-ban hadbíróság elé állítsák, az őrnagyot felmentették a vád alól. Hozzájárult ehhez az is, hogy Dreyfus ellenségei, a századossal szembeni gyűlöletük miatt hamis bizonyítékokat kezdtek gyártani, hogy Dreyfus soha többé ne jusson ki az Ördög-szigetről.
Egyes jogi szakvélemények szerint Dreyfus elítélésében egészen nyilvánvaló, hogy az antiszemitizmus játszott közre. A Dreyfust tisztázni akaró Picquart-t olyan érvekkel próbálták például egyesek leszerelni, miszerint ne zavartassa magát azért, mert egy zsidót elítéltek. A vádak némelyike kiemelte Dreyfus zsidó származását is, amit már egyfajta nyilvánvaló „indíték”-ként hoztak fel az árulás magyarázásra. Miután Dreyfust megvádolták, Franciaország több vidékén antiszemita pogromok indultak, és több antiszemita hangvételű újság behatóan foglalkozott az üggyel, sőt némelyikük közreműködött a hamis bizonyítékok gyártásában, tovább szítva ezzel az indulatokat.
Émile Zola ennek hatására jelentette meg J’accuse (Vádolom) című nyílt levelét Félix Faure köztársasági elnökhöz. A L’Aurore címoldalán megjelent írásban Zola azzal vádolta a bírákat, hogy a hadügyminisztérium utasításait követve mentették fel Esterhazyt. Boisdeffre tábornok vezérkari főnök presszió alá helyezte a bíróságot. Zolát rágalmazásért bíróság elé állították és elítélték, emiatt az író Angliába menekült. Ettől kezdve azonban Franciaország kettészakadt, egy részük a hadsereget védelmezte, amely nem zárta ki, hogy Dreyfus ártatlan, a másik viszont határozottan Dreyfus bűnössége mellett foglalt állást, s erről az oldalról újból lángra kaptak a zsidógyűlölő érzelmek. 1898-ban öngyilkosságot követett el az a Henry alezredes, akiről kiderült, hogy a Dreyfus elleni bizonyítékokat ő hamisította, Esterhazy pedig Angliába szökött.
Ekkorra azonban már „az ügy” („l’Affaire”, ahogyan a korabeli francia sajtó és a történetírás azóta is utal a Dreyfus-ügyre) az egész társadalmat megosztó, központi politikai kérdéssé vált. Dreyfus százados ügye a royalista, nacionalista jobboldal (az „antidreyfusard”-ok) és a köztársaságpárti, szocialista, antiklerikális baloldal (a „dreyfusard”-ok) küzdelmének ütközőpontja lett, végeredményében pedig a köztársaság és a politikai baloldal megerősödését, a hadsereg és a katolikus egyház befolyásának gyengülését idézte elő Franciaországban. Dreyfus ellen foglalt állást többek között Édouard Drumont, Paul Déroulède, Maurice Barrès és Charles Maurras. Kiállt mellette többek között Georges Clemenceau, Jean Jaurès és Anatole France. A következő években kiderült, hogy nem bírói tévedésről van szó, hanem jogi botrányról, mivel a bizonyítékokat meghamisították, hogy az igazi bűnöst fedezzék.
A Dreyfus-ügy miatt kitört és Európa antiszemita köreire is hatással bíró pogromok alaposan aláásták a jogállamnak tartott Franciaország tekintélyét. Ugyanakkor elgondolkodásra késztették az európai zsidóságot, hogy valóban biztonságos-e számukra a zsidógyűlölő Európa. Épp ezért Herzl Tivadar megjelentette A zsidó állam c. értekezését, amely arra ösztökéli a zsidóságot, hogy térjen vissza az óhazába, Palesztinába, és ott maga szervezzen államot.

## Írásai
- Lettres d'un innocent (Egy ártatlan levelei), (1898)
- Les lettres du capitaine Dreyfus à sa femme (Dreyfus kapitány levelei feleségéhez) (1899), amelyeket az Ördög-szigetről írt
- Cinq ans de ma vie (5 év az életemből), (1901)
- Souvenirs et correspondance (Emlékek és levelezés), posztumusz 1936-ban

Magyarul
- Öt év életemből. Szenvedéseim az Ördögszigeten töltött rabságom alatt; ford. Zigány Árpád; Magyar Kereskedelmi Közlöny, Bp., 1901

## Bibliográfia
- 19. századi egyetemes történelem 1789–1914 (Korona Kiadó, 2005)
- Nicholas Halasz. Captain Dreyfus: The Story of a Mass Hysteria. (angol nyelven). New York: Simon and Schuster (1955)
- Nicholas Halasz. Dreyfus kapitány. Egy tömeghisztéria története, ford. Félix Pál (magyar nyelven), Budapest: Gondolat Kiadó (1967, 1980)

## Játékfilm
- 1958: I Accuse! : José Ferrer rendező angol-amerikai játékfilmje, Nicholas Halasz 1955-ös regénye alapján, címszerepben a rendezővel.
- 1995: A Dreyfus-ügy (L’Affaire Dreyfus) : Yves Boisset televíziós játékfilmje, a címszerepben Thierry Frémont-nal.
- 1991: Prisoner of Honor, Ken Russell angol-amerikai filmje, amelynek középponti figurája a Dreyfus kapitányt mindvégig támogató Picquard ezredes (Richard Dreyfuss)
- 2019: Tiszt és kém – A Dreyfus-ügy (J’accuse) : Roman Polański francia-olasz thrillere, történelmi drámája, Dreyfus szerepében Louis Garrellel.